# Jack Brabham
Sir John Arthur „Jack“ Brabham (2. dubna 1926 Hurstville, Nový Jižní Wales – 19. května 2014 Gold Coast) byl australský automobilový závodník a pilot Formule 1. Třikrát se stal mistrem světa, a to v letech 1959, 1960 a 1966. Byl také zakladatelem stejnojmenné závodní stáje Brabham.

## Život
Původním povoláním byl letecký mechanik. Jeho první dva tituly jsou spojeny se stájí Cooper.
Za svou stáj Brabham získal svůj poslední titul. I v následujícím roce 1967 byla stáj Brabham nejlepší v šampionátu a získala titul. Sám Brabham ale odmítl použít stájovou režii, přestože byl majitelem stáje a obhájcem titulu, a nechal zvítězit Denise Hulma. Tímto rokem skončily Brabhamovy osobní úspěchy ve formuli 1. Úspěšný ale zůstává jako manažer. Do týmu v roce 1968 přivedl talentovaného jezdce Jochena Rindta. Sám skončil v šampionátu třiadvacátý s pouhými dvěma body, o rok později desátý.
Svou poslední velkou cenu vyhrál v Jižní Africe v roce 1970 a celkově skončil na pátém místě, což byl ve srovnání s předchozími dvěma lety relativní úspěch. Následně opustil tým, který založil, a jeho společník ho o další rok později prodal budoucímu faktickému provozovateli soutěže F1, Berniemu Ecclestonovi. Stáj Brabham dosáhla i poté na další úspěchy, zejména na dva tituly Nelsona Piqueta v letech 1981 a 1983.
Sám Jack Brabham se ale dál věnoval závodění, zejména v historických automobilech, a to až do roku 2004. Zůstal též aktivní v pozadí motoristického sportu.
Brabham byl dvakrát ženatý, s první manželkou Betty měl tři syny, Geoffa, Garyho a Davida, kteří se všichni sami věnovali motoristickému sportu. V roce 1995, rok po rozvodu, se oženil se svou druhou ženou Margaret.
Zemřel v roce 2014 jako nejstarší žijící mistr světa Formule 1.

## Kariéra ve formuli 1
| Rok  | Stáj    | Umístění     | Body    |
| ---- | ------- | ------------ | ------- |
| 1955 | Cooper  | neumístil se | 0 bodů  |
| 1956 |         | neumístil se | 0 bodů  |
| 1957 | Cooper  | neumístil se | 0 bodů  |
| 1958 | Cooper  | 18. místo    | 3 body  |
| 1959 | Cooper  | mistr světa  | 31 bodů |
| 1960 | Cooper  | mistr světa  | 43 bodů |
| 1961 | Cooper  | 11. místo    | 4 body  |
| 1962 | Brabham | 9. místo     | 9 bodů  |
| 1963 | Brabham | 7. místo     | 14 bodů |
| 1964 | Brabham | 8. místo     | 11 bodů |
| 1965 | Brabham | 10. místo    | 9 bodů  |
| 1966 | Brabham | mistr světa  | 42 bodů |
| 1967 | Brabham | 2. místo     | 42 body |
| 1968 | Brabham | 23. místo    | 2 body  |
| 1969 | Brabham | 10. místo    | 14 bodů |
| 1970 | Brabham | 5. místo     | 25 bodů |